# Батаков, Василий Иванович
Василий Иванович Батаков (1703—1746) — русский кораблестроитель XVIII века, корабельный мастер, построил 14 линейных парусных кораблей и фрегатов на Соломбальской верфи, управляющий Архангельским портом.

## Биография

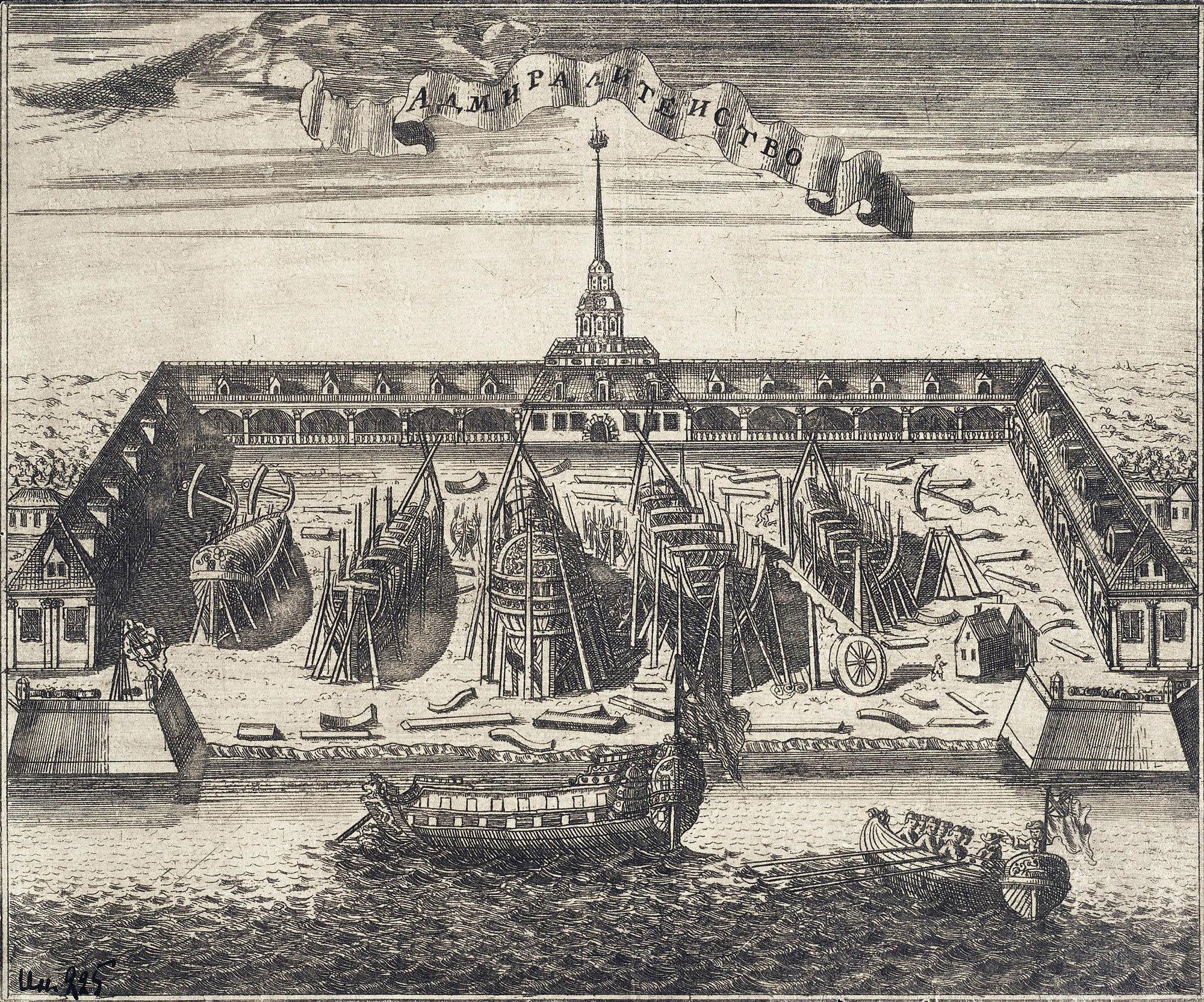
Санкт-Петербургское Адмиралтейство на гравюре 1716 года

Батаков Василий Иванович родился в 1703 году в семье корабельного плотника. В 1717 году начал работать в Санкт-Петербургском Адмиралтействе учеником у корабельного мастера Ричарда Козенца. Принимал участие в составлении чертежей проектов кораблей и строительстве их на корабельных вервях. В 1720—1727 годах участвовал в строительстве 80-пушечного линейного корабля «Святой Пётр» (спущен на воду 5 октября 1720 года) и 66-пушечного «Святая Наталья» (спущен 17 сентября 1727 года), строителем которых был Р. Козенц. При постройке последнего Василий Батаков самостоятельно руководил отдельным участком работ. В 1727 году был произведён в звание корабельного подмастерья и стал первым помощником корабельного мастера Ричарда Козенца.
В январе 1733 года, в связи с решением о возрождении кораблестроения на Соломбальской верфи, в Архангельский порт направили рабочую команду из 150 опытных плотников и мастеровых. Главным кораблестроителем на верфи был назначен Ричард Козенц, а его помощниками Василий Батаков и корабельный ученик 1-й статьи Потап Качалов. Батаков принимал участие в строительстве двух 54-пушечных линейных кораблей — «Город Архангельск» (Заложен 2 июня 1734, спущен 22 июня 1735 года) и «Северная звезда» (заложен 22 июля 1734, спущен 22 июля 1735 года), которые строил Козинец. 10 сентября 1735 года Р. Козенц заложил 54-пушечный линейный корабль «Святой Андрей». Через два года, корабельный мастер тяжело заболел и 11 декабря 1735 года скоропостижно скончался. Достраивал корабль и 10 мая 1737 года спустил его на воду Василий Батаков.
6 ноября 1736 года В. Батаков, уже самостоятельно, заложил на Соломбальской верфи 32-х пушечный фрегат «Кавалер». 5 июля 1737 года корабль был спущен на воду. 3 марта 1737 года указом Адмиралтейств-коллегии Батаков был назначен управляющим Архангельского порта, вместо умершего корабельного мастера Я. Бранта.
5 августа 1737 года на Соломбальской верфи В. И. Батаков приступил к постройке 54-пушечного линейного корабля «Кронштадт», который был спущен на воду 21 мая 1738 года и перешёл в Кронштадт. 3 мая 1739 года В. Батаков заложил однотипный «Святому Андрею» и «Кронштадту» корабль «Святой Пантелеймон», который спустил на воду 11 мая 1740 года. В 1738 году по проекту Батакова, был построен новый пакетбот для архангелогородской брандвахты.
В 1740—1742 годах в Архангельском порту В. Батаков построил три 66-пушечных линейных корабля: «Благополучие», «Счастие» (бывший «Генералиссимус Российский») и «Екатерина». За постройку этих кораблей Василий Иванович Батаков в 1741 году был произведён в корабельные мастера. Осенью 1742 года корабельный мастер инспектировал состояние корпуса фрегата «Вахмейстер», который попал в сильный шторм и прибыл в Архангельск для ремонта. 22 июня 1743 года к годовому жалованию в 400 рублей получил повышение — по 100 рублей в год. 15 июня 1744 года Батаков заложил ещё один 66-пушечный линейный корабль «Архангел Рафаил», который построил и спустил на воду 16 мая 1745 года.
Последним кораблём Василия Ивановича стал линейный корабль «Святой Сергий», который он заложил 1 сентября 1746 года на Соломбальской верфи, но достроить его ему было не суждено. В конце 1746 года корабельный мастер тяжело заболел и умер. Корабль достроил и спустил на воду 26 августа 1747 года корабел Потап Гаврилович Качалов.